# Clossiana halesa
Clossiana halesa är en fjärilsart som beskrevs av Hans Fruhstorfer 1908. Clossiana halesa ingår i släktet Clossiana och familjen praktfjärilar. Inga underarter finns listade i Catalogue of Life.